# Zully Montero
Zully Montero, (La Habana, 25 de enero de 1944) es una actriz cubana de cine, teatro y televisión.

## Biografía
Zully Montero nació en La Habana, Cuba. A la edad de 11 años, Montero se reunió con  un grupo de amigos y crearon sus propias obras, las cuales fueron presentadas a su familia y amigos. Su madre notó  su interés en la actuación, y la  inscribió en la Academia de Arte Dramático de La Habana (Escuela de Arte Dramático en La Habana, Cuba). 
Cuando se graduó de la escuela, ella participó en un concurso de radio, que estaba buscando una actriz para participar en una radionovela. Ella Ganó el concurso y se presentó en el show. Después de la radionovela, se fue a hacer algo de teatro. A la edad de 16 años, puso su carrera como actriz en espera para casarse, y dio a luz a dos hijas, Martha y Elaine Montero. Su vida en Cuba era muy difícil, y la lleva a tomar la  decisión de salir de Cuba.
Montero y su esposo se mudaron a la casa de su tío en Nueva York, Estados Unidos, trabajó para proporcionar alimento y refugio para su familia,  haciéndolo en una fábrica de zapatos, una fábrica de tarjeta postal y en una fábrica de ropa. Durante este tiempo, ella quedó embarazada de su tercera hija, Jezabel Montero. Entonces decidió estudiar Inglés y tomar clases de mecanografía. 
Ella consiguió un trabajo en una empresa de importación / exportación de cerca de Wall Street en Nueva York. Allí, se encontró con un viejo amigo con quien había hecho teatro en Cuba. Él la invitó a su grupo de teatro, donde comenzó a actuar de nuevo. Su esposo no estaba de acuerdo con su actuación, lo que condujo a su divorcio.
Ella tuvo que trabajar en dos empleos para mantener a su familia, pero continuó trabajando en el teatro. Allí, ella comenzó a expandir su carrera como actriz de teatro a la televisión. En 1979, interpretó a "Aurelia" en la película "El Súper".

## Filmografía

### Cine
- La noche y el alba (1958)
- El súper (1979) - Aurelia
- Cape fear (1991) - Graciela
- El milagro de coromoto (2005)
- Full grown men (2006) - Teya

### Televisión
- El Magnate (1990) - Antonia
- Marielena (1992-1993) - Claudia Brusual de Sandoval
- Guadalupe (1993-1994) - Luisa Zambrano de Maldonado
- Señora tentación (1994) - Marlene
- Aguamarina  (1997) - Augusta de Calatrava
- María Celina (1997-1998) - Isaura Quintero
- Cosas del amor (1998-1999) - Mercedes Castro Iglesias de Marticorena
- Me muero por ti (1999) - Margot Hidalgo
- Vale todo (2002-2003) - Lucrecia Roitman
- Prisionera (2004) - Rosalía Riobueno Vda. de Moncada
- Alborada (2005-2006) - Adelaida Pantoja Vda. de Guzmán
- La viuda de Blanco (2006-2007) - Perfecta Albarracín Vda. de Blanco
- Amor comprado (2007) - Gertrudis de la Fuente
- El rostro de Analía (2008-2009) - Carmen Rodríguez de Andrade
- Perro amor (2010) - Cecilia Brando
- El fantasma de Elena (2010) - Margot Uzcátegui / Ruth Merchan
- Aurora (2010-2011) - Catalina Pérez Quintana Vda. de Miller
- Rosario (2012-2013) - Regina Montalbán
- Santa diabla (2013) - Hortensia de Santana
- Demente criminal (2015) - Josefina Martínez